# دانشکده شهید شمسی‌پور (دانشگاه ملی مهارت)
دانشکده شهید شمسی‌پور (STVC)، یکی از مراکز آموزش عالی دولتی در ایران است که در شهر تهران و زیر نظر دانشگاه ملی مهارت (واحد استان تهران) فعالیت می‌کند. این دانشکده در میان بهترین دانشکده‌های فنی و مهندسی در سطح کشور می‌باشد و هر ساله میزبان رتبه‌های برتر کنکور ملی مهارت است.

## تاریخچه
این مرکز را در سال ۱۳۴۳ خورشیدی عزیز نبوی (پدر علم حسابداری ایران)، ابتدا با نام «مؤسسه عالی حسابداری» و به عنوان یک دانشکده خصوصی در میدان ونک تأسیس کرد.
در زمان فعالیت مؤسسه عالی حسابداری تعدادی از دانش‌آموختگان این مرکز بعدها در حوزه‌های مختلف علمی و آموزشی سرشناس شدند. مؤسسه عالی حسابداری بعدها بنام «انستیتو تکنولوژی تهران» شناخته شد. در آن زمان این مرکز به کامپیوترهای مین‌فریم و تجهیزات مرکز منابع یادگیری مجهز بود و با نظارت مشاوران دانشگاه ام‌آی‌تی کمبریج، آمریکا اداره می‌شد.
در سال ۱۳۵۳ «انستیتو تکنولوژی تهران» توسط وزارت آموزش و پرورش خریداری شد که پس از انقلاب ۱۳۵۷، به افتخار یکی از فارغ‌التحصیلان آن (حسینعلی شمسی‌پور) به «آموزشکده فنی شهید شمسی‌پور» تغییر نام داد.
«آموزشکده فنی شهید شمسی‌پور» در سال ۱۳۸۹ دوباره تغییر نام یافت و امروزه با عنوان «دانشکده فنی مهندسی شهید شمسی‌پور» به فعالیت آموزشی خود ادامه می‌دهد.
با تغییرات ساختاری، مالکیت این دانشکده از وزارت آموزش و پرورش به وزارت علوم انتقال پیدا کرد. این دانشکده با توجه به افتخارات به‌دست آمده در سالهای اخیر به نگین خاور میانه نیز شهرت دارد. دانشکده شهید شمسی‌پور به عنوان قطب حسابداری کشور نیز شناخته می‌شود چرا که تعداد زیادی از مشاهیر حسابداری کشور، در این دانشکده تحصیل کرده‌اند یا تدریس داشته‌اند.
اکنون این دانشکده از نظر ساختاری ذیل دانشگاه ملی مهارت (دانشگاه فنی و حرفه ای سابق) می‌باشد و سیستم اداره آن دولتی می‌باشد.

## حسینعلی شمسی‌پور
حسینعلی شمسی‌پور زاده ۷ اسفند ۱۳۳۳ در یزد بود، وی از سال ۱۳۵۱ فعالیت‌های سیاسی خود را علیه حکومت پهلوی آغاز کرد و ضمن ارتباط با محمد صدوقی و نیروهای انقلابی پیرو خط امام در پایه‌گذاری هسته اولیه انجمن اسلامی در دانشگاه مشارکت داشت، وی همچنین مسئول حمل سلاح و توزیع اعلامیه در بین انقلابیون شهرهای یزد و تهران بود و نخستین فردی بود که در دوران اوج انقلاب اسلامی، مسلحانه وارد اداره ساواک یزد شد و در تصرف آنجا نقش بسزایی داشت.
شمسی‌پور پس از انقلاب فرهنگی به عضویت کمیسیون‌های تحقیق ستاد انقلاب فرهنگی جهاد دانشگاهی درآمده و در انستیتو تکنولوژی تهران (شمسی‌پور کنونی) وظیفه شناسایی و تصفیه محیط دانشگاه از افرادی را که با جریان پس از انقلاب موافقت نداشتند، را برعهده گرفت.
حسینعلی شمسی‌پور در صبحگاه ۷ آذرماه ۱۳۶۰ روبروی دانشگاه علوم و فنون توسط اعضای سازمان مجاهدین خلق ایران کشته شد. مدفن وی دربهشت زهرای تهران قرار دارد.

## نام‌ها از آغاز تا کنون
- مؤسسه عالی حسابداری
- انستیتو تکنولوژی تهران
- مجتمع تکنولوژی شهید شمسی‌پور
- مرکز آمورش عالی فنی شهید شمسی‌پور
- دانشکده و آموزشکده شهید شمسی‌پور
- آموزشکده فنی شماره ۲ تهران
- دانشکده فنی شهید شمسی‌پور

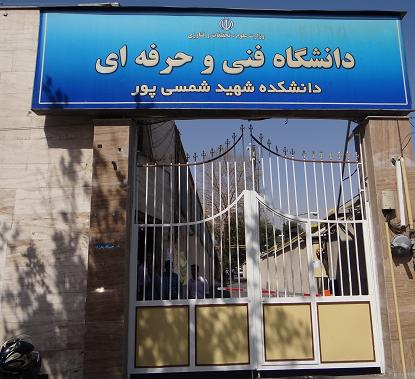
سردر قدیمی دانشکده واقع در (خیابان دماوند)

- دانشکده فنی و حرفه‌ای شهید شمسی‌پور
- دانشکده شهید شمسی پور (دانشگاه ملی مهارت)

## انتقال ساختمان دانشکده

سردر قدیم دانشکده واقع در خیابان برزیل (میدان ونک)

فضا و امکانات قدیم دانشکده شمسی‌پور در (میدان ونک، خیابان برزیل) قرار داشت که از سال ۱۳۴۳ ساخته شده بود. (st)
در کشاکش انتقال دانشکده‌ها و آموزشکده‌های فنی و حرفه‌ای از وزارت آموزش و پرورش به وزارتخانه علوم، زمزمه‌هایی مبنی بر بستن دانشگاه و انتقال دانشجویان به دانشکده فنی انقلاب اسلامی به‌وجود آمد که با اعتراض دانشجویان این دانشگاه و سایر دانشگاه‌های فنی و حرفه‌ای تهران و تجمعات چندین روزه مانع از انجام این کار شدند.
دانشجویان به دلیل کمبود امکانات در مکان موردنظر مسئولان، اعتراضات خود را نسبت به این تصمیم اعلام کردند و در نهایت بعد از ۲ سال کشمکش ساختمان دانشکده به مکان کنونی انتقال یافت که این انتقال حواشی و تنش‌های بسیاری را در پی داشت.
ساختمان دانشکده امروزه در (میدان امام حسین - ابتدای خیابان دماوند - روبروی خیابان شهید منتظری - پلاک ۱۳۴۳) قرار دارد.

## رشته‌ها
دانشکده فنی مهندسی شهید شمسی‌پور در مقاطع دانشگاهی کاردانی پیوسته و کارشناسی ناپیوسته به صورت نوبت روزانه و شبانه در دو ورودی مهرماه و بهمن دانشجو می‌پذیرد. از سال ۱۳۸۴ تا کنون، پذیرش دانشجو در این دانشکده، فقط از بین پسران انجام می‌شود.
این دانشکده دارای سه دپارتمان الکترونیک، حسابداری، کامپیوتر است. رشته‌هایی که در این دانشکده تدریس می‌شوند عبارت‌اند از:
- الکترونیک: کاردانی و کارشناسی (از ۱۳۸۷)
- حسابداری: کاردانی و کارشناسی
- حسابداری صنعتی: کاردانی (از ۱۳۹۲)
- حسابرسی و حسابداری مالیاتی: کاردانی (از ۱۳۹۶)
- نرم‌افزار کامپیوتر: کاردانی و کارشناسی
- شبکه‌های کامپیوتری: کارشناسی (از ۱۳۹۷)
- فناوری اطلاعات - آی‌تی: کاردانی (از ۱۳۹۲)
- مهندسی حرفه ای ارتباطات و فناری اطلاعات -ICT: کاردانی و کارشناسی (از ۱۳۹۲)[۷]
- حسابداری مالی: کارشناسی (از ۱۳۹۷)
- مهندسی شبکه‌های کامپیوتری: کارشناسی (از ۱۳۹۸)
- هتلداری: کاردانی (از ۱۳۹۹) حذف شده است
- مهندسی کنترل کاردانی و کارشناسی (از ۱۳۹۹)
- تجهیزات پزشکی: کاردانی (از ۱۳۹۹)
- مدیریت بیمه: کارشناسی ناپیوسته (از ۱۴۰۰)
- مدیریت صنعتی: کارشناسی ناپیوسته (از ۱۴۰۰)

## مدیران گروه‌های آموزشی
- گروه کامپیوتر: دکتر علی هوشیاری
- گروه الکترونیک: دکتر محسن تمدن
- گروه حسابداری: دکتر جابر قهرمان‌زاده باروق

## مشکلات دانشکده
دانشکده فنی و حرفه‌ای شمسی‌پور با وجود سابقهٔ آموزشی طولانی و نقش مؤثر در تربیت نیروی متخصص، با چالش‌هایی در حوزهٔ رفاهی و زیرساختی مواجه است. یکی از مهم‌ترین مشکلات این دانشکده، نبود خوابگاه دائمی، مناسب و نزدیک به دانشگاه است. خوابگاهی که به‌صورت مقطعی و با فاصله زیاد از محل دانشگاه در اختیار دانشجویان قرار می‌گیرند، موجب نارضایتی و دشواری در رفت‌وآمد دانشجویان شده است.
علاوه بر این، دانشکده با مشکلات سیستم گرمایشی و سرمایشی مناسب مواجه است که شرایط تحصیل را در فصول سرد و گرم سال دشوار می‌سازد. نبود حراست مطمئن و امنیت کافی نیز از جمله دغدغه‌های دانشجویان است. از نظر امکانات آموزشی نیز، بسیاری از کارگاه‌ها و آزمایشگاه‌ها با ضعف تجهیزات یا فرسودگی دستگاه‌ها مواجه هستند که می‌تواند بر کیفیت آموزش عملی اثر منفی بگذارد.
این مسائل از سوی دانشجویان در محافل مختلف، از جمله در رسانه‌های اجتماعی و مکاتبات با مسئولان مطرح شده‌اند، اما به گفتهٔ برخی دانشجویان، تاکنون اقدام مؤثری برای رفع کامل آن‌ها صورت نگرفته است.

## سطح جهانی
در اواخر آبان ماه ۱۳۹۶، چند نفر از استادان برتر دانشگاه فنی پاریس ۱۳، فرانسه برای بررسی سر فصل‌های آموزشی رشته‌های کامپیوتر، الکترونیک و آی‌تی، از این دانشکده و تجهیزات و آزمایشگاه‌های آن بازدید نموده و با مسئولان مربوط گفت‌وگو و توافقاتی انجام شد.
این دانشکده طبق رتبه‌بندی سال ۱۳۹۶ توانست ۱۹۵ پله صعود جهانی داشته‌باشد.

## روئسای دانشگاه ملی مهارت استان تهران
- مهندس اردشیر عبدی (سابق)
- دکتر علی هوشیاری (کنونی)

## روئسای دانشکده شهید شمسی پور
- احمد ریاضی - ۱۳۵۹ تا ۱۳۶۰
- کاردان - ۱۳۶۰ تا ۱۳۶۲
- عباس صدری - ۱۳۶۲ تا ۱۳۶۸
- مهدی رجبی - ۱۳۶۸ تا ۱۳۸۵
- عبدالله نجاتی - ۱۳۸۵ تا ۱۳۸۹
- عدالت نعمتی - ۱۳۸۹ تا ۱۳۹۱
- اردشیر عبدی - ۱۳۹۱ تا ۱۳۹۳
- رسول ملک‌محمد - ۱۳۹۳ تا ۱۳۹۶
- مرضیه گرد ۰ (بعنوان سرپرست) ۱۳۹۶
- احمدرضا حقیقی- ۱۳۹۶ تا ۱۴۰۰
- اردشیر عبدی - ۱۴۰۰ تا ۱۴۰۱
- مهدی اردستانی (بعنوان تمشیت) - ۱۴۰۱ (۲ماه)
- کامران رحیمی - ۱۴۰۱ تا ۱۴۰۳
- ابوالفضل فتحی زاده ۱۴۰۳
- علی هوشیاری ۱۴۰۴

## دبیران

### دبیران انجمن علمی حسابداری و مدیریت
- مهدی مری بندری (بهمن ۱۳۹۸ تا بهمن ۱۴۰۰)
- سید افشین سجادی (بهمن ۱۴۰۰ تا بهمن ۱۴۰۲)
- محمدحسین شمس (اسفند ۱۴۰۲ تا مهر ۱۴۰۳)
- محمدرضا عرب فروشانی (مهر ۱۴۰۳ تا کنون)

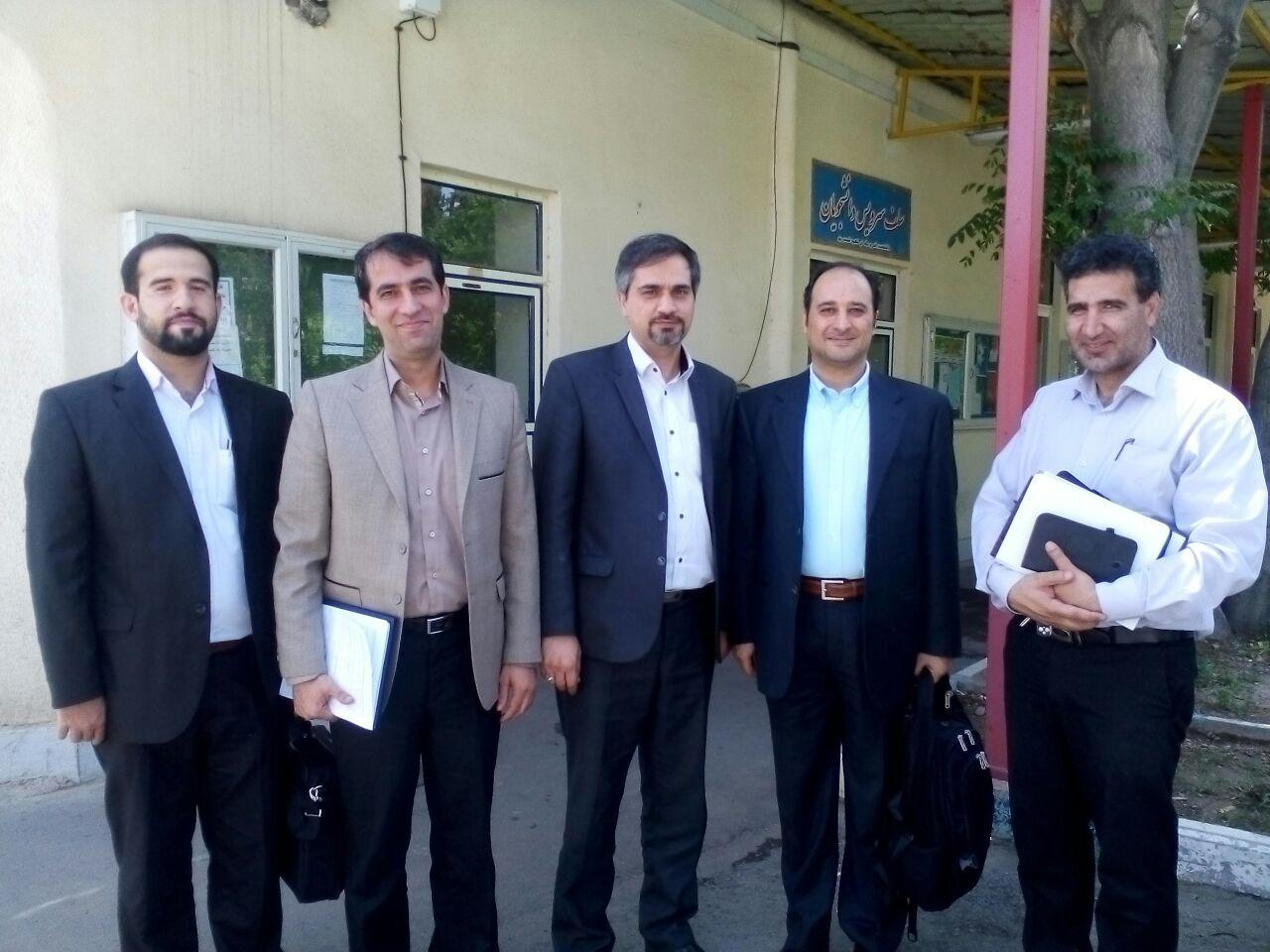
جمعی از مدیران گروه و استادان دانشکده (۱۳۹۶)

### دبیران انجمن علمی مهندسی برق و رباتیک
- پیروز ابراهیمی (آبان ۱۳۹۹ تا خرداد ۱۴۰۱)
- امیر مرتضی خوبناک (خرداد ۱۴۰۱ تاکنون)

### دبیران انجمن علمی مهندسی کامپیوتر
- محمد عادلی نیا (۱۳۷۸ تاکنون)
- حبیب فتحی زاده (مهر ۱۳۹۷ تا خرداد ۱۳۹۹)
- محمد محبی (آبان ۱۳۹۹ تا خرداد ۱۴۰۱)
- مهدی عاشق نوا (آبان ۱۴۰۱ تا آذر ۱۴۰۲)
- شایان خیرآبادی (آذر ۱۴۰۲ تا مهر ۱۴۰۳)
- کسرا زنگنه (مهر ۱۴۰۳ تا کنون)

### دبیران شورای صنفی
- مهدی مری بندری (اردیبهشت ۱۴۰۰ تا اردیبهشت ۱۴۰۱)
- سید افشین سجادی (اردیبهشت ۱۴۰۱ تا بهمن ۱۴۰۲)
- محمد حسین شمس (اسفند ۱۴۰۲ تا مهر ۱۴۰۳)
- علی خلیلی قره شیران (آبان ۱۴۰۳ تا کنون)

### دبیران کانون هلال احمر
- حسین مظهری (۱۴۰۱ تا ۱۴۰۳)

### دبیران کانون همیاران سلامت
- مهدی مری بندری (۱۳۹۸ تا ۱۳۹۹)
- سید افشین سجادی (۱۳۹۹ تا ۱۴۰۰)
- محمد جواد پارسا (۱۴۰۰ تا ۱۴۰۱)
- سید افشین سجادی (۱۴۰۱ تا ۱۴۰۲)

## شاخه IEEE
شاخه دانشجویی مؤسسه جهانی مهندسان برق و الکترونیک (IEEE) در این دانشکده با عنوان «STVC STUDENT BRANCH» در ۳ خرداد ۱۳۹۶ تأسیس گردید و در ۱۴ خرداد با صدور مجوز از بخش ایران «IRAN SECTION» فعالیت خود را به صورت رسمی آغاز نمود.
در ۸ آذرماه ۱۳۹۶، جشن افتتاح شاخه IEEE نیز با حضور اعضای شاخه و احمدرضا شرافت نماینده بخش ایران افتتاح شد.
در فروردین‌ماه ۱۴۰۳ پس از سال‌ها غیرفعال بودن، شاخه مجدداً فعال گردید.
اعضاء فعلی شاخه دانشجویی IEEE دانشکده فنی و حرفه‌ای شهید شمسی‌پور:
- دکتر محسن تمدن (مشاور شاخه)
- نادر یاری (رئیس شاخه)
- حسین مظهری (نائب رئیس شاخه)
- شایان خیرآبادی (دبیر)
- امیر مرتضی خوبناک (خزانه‌دار)
- مهدی عاشق‌نوا (مدیر اجرایی)

## دستاوردها
دانشکده شمسی‌پور در زمینه علمی افتخارات بین‌المللی زیادی دارد که می‌توان به مسابقات کره جنوبی و آلمان اشاره کرد.
- جایگاه اول هفتمین دوره جشنواره جوان خوارزمی (۲۰۰۶) - تهران
- رتبه اول مسابقات قهرمانی مسابقات ربوکاپ آزاد ایران - ۲۰۰۷
- شرکت تیم «لیگ شبیه‌سازی امداد و نجات کوثر (ایران)» از این دانشکده در مسابقات جهانی روبوکاپ در برمن، آلمان - ۲۰۰۶[۱۱]
- دریافت سهمیه شرکت در مسابقات جهانی رباتیک و کسب رتبه دوم مسابقات بین‌المللی فیراکاپ در لیگ Innovation & Business در کره جنوبی، چانگ‌وون - ۲۰۱۹[۱۲][۱۳]

## اهداف
توسعه آموزش‌های عالی فنی و حرفه‌ای کشور / گسترش شایستگی حرفه‌ای از طریق توسعه دانش، مهارت و نگرش در سطوح تربیت کاردان و کارشناس فنی و حرفه‌ای /
اصلاح هرم تحصیلی و شغلی نیروی کار و ارتقا توانمندسازی سرمایه‌های انسانی / کاهش فاصله سطح شایستگی نیروی کار کشور با سطح استاندارد جهانی / تربیت نیروی انسانی متناسب با فرصت‌های جدید شغلی و فنی و حرفه ای و افزایش قابلیت‌های مهارتی نیروی انسانی کشور و اصلاح هرم شغلی / ارتقای جایگاه آموزش‌های رسمی فنی و حرفه‌ای در نظام آموزش فنی و حرفه ای کشور / ایجاد زمینه‌های اشتغال مولد و بالا بردن نرخ بهره‌وری نیروی انسانی / پاسخگویی به نیازهای صنایع در حوزه‌های مهارتی و تکنولوژیکی در سطح آموزش عالی / گسترش آموزش‌های کارآفرینی به منظور افزایش اشتغال مولد و کاهش بیکاری / درک نیازهای بخش صنعت در عرصه نیروی انسانی از طریق ایجاد ارتباط نزدیک بین محیط آموزش و صنعت برای ایجاد قابلیت‌های حرفه ای و مکان‌یابی برای اشتغال فارغ التحصیلان / گسترش آموزش‌های کارآفرینی، به منظور توسعهٔ اشتغال مولد / توانمندسازی اجتماعی دانشجویان به منظور راه‌اندازی محیط‌های اشتغال و کارآفرینی / بهبود و توسعه فرهنگ کار و تولید در کشور و پیوندهای دانشگاه، بنگاه‌های اقتصادی و بازار در چارچوب رویکردهای نظام‌های محلی و ملی نوآوری / بهبود جایگاه آموزش‌های فنی، حرفه‌ای و شغلی در کشور / فرصت سازی برای ارتقاء سطح دانش، مهارت و تحصیل دانش‌آموختگان دوره‌های متوسطه کارو دانش و ملی مهارت / بومی سازی توسعه اقتصادهای محلی از طریق آموزش منابع انسانی مستعد محلی موافق برنامه‌های آمایش سرزمین / کمک به تنظیم و تحقق جهت‌گیری‌های اقتصادی کشور از طریق توسعه آموزش‌های نیروی کار